# 792-й отдельный разведывательный артиллерийский дивизион
792-й отдельный армейский разведывательный артиллерийский дивизион Резерва Главного Командования — воинское формирование Вооружённых Сил СССР, принимавшее участие в Великой Отечественной войне.
Сокращённое наименование — 792-й орадн РГК.

## История
Сформирован на базе радн 73 пап 42-й  армии  Ленинградского фронта (Приказ НКО СССР № 0293 от 19 апреля 1942 года "Об изменении штатов артиллерийских частей ")  27 апреля 1942 года.
В  действующей армии с 27.04.1942 по 15.06.1944.
С  27 апреля 1942 вёл артиллерийскую разведку в интересах артиллерии соединений 42-й  армии Ленинградского фронта  . 
15 июня 1944 года в соответствии с приказом НКО СССР от 16 мая 1944 года №0019, директивы заместителя начальника Генерального штаба РККА от 22 мая 1944 г. №ОРГ-2/476 792-й орадн обращён на формирование  34-й гв. пабр 59-й армии Ленинградского фронта .

## Состав
до июля 1943 года
- Штаб
- Хозяйственная часть
- батарея звуковой разведки (БЗР)
- батарея топогеодезической разведки (БТР)
- взвод оптической разведки (ВЗОР)
- фотограмметрический взвод (ФГВ)
- хозяйственный взвод

с июля 1943 года
- Штаб
- Хозяйственная часть
- 1-я батарея звуковой разведки (1-я БЗР)
- 2-я батарея звуковой разведки (2-я БЗР)
- батарея топогеодезической разведки (БТР)
- взвод оптической разведки (ВЗОР)
- фотограмметрический взвод (ФГВ)
- измерительно-пристрелочный взвод (ИПВ)
- хозяйственный взвод

## Подчинение
| Дата                 | Фронт               | Армия      | Корпус | Дивизия | Бригада | Примечания |
| -------------------- | ------------------- | ---------- | ------ | ------- | ------- | ---------- |
| 27.04.42 -15.07.43г. | Ленинградский фронт | 42-я армия | -      | -       | -       | -          |
| 15.07.43 -20.08.43г  | Ленинградский фронт | 67-я армия | -      | -       | -       | -          |
| 20.08.43-20.04 44г.  | Ленинградский фронт | 42-я армия | -      | -       | -       | -          |
| 20.04.43-15.06.44г   | Ленинградский фронт | 8-я армия  | -      | -       | -       | -          |

## Командование дивизиона
Командир дивизиона
- гв. подполковник Коберник Михаил Павлович
- гв. капитан Шахов Александр Иванович

Заместитель командира дивизиона 
- ст. лейтенант Иванов Борис Константинович

Начальник штаба дивизиона
- ст. лейтенант Личак Николай Кириллович
- ст. лейтенант, капитан Лукин Георгий Архипович

Заместитель командира дивизиона по политической части
- батальонный комиссар Фомин
- капитан Румянцев Иван Дмитриевич

Помощник начальника штаба дивизиона
- воен. техник 2-го ранга Лукин Георгий Архипович
- ст. лейтенант Билык Георгий Ильич

Помощник командира дивизиона по снабжению

## Командиры подразделений дивизиона
Командир  БЗР(до июля 1943 года)
- гв. капитан Шахов Александр Иванович

Командир 1-й БЗР
- гв. капитан Шахов Александр Иванович
- ст. лейтенант Седов Василий Иванович

Командир 2-й БЗР
- ст. лейтенант Борискин Иван Афанасьевич

Командир БТР
- ст. лейтенант Цибульский Василий Иванович

Командир ВЗОР
Командир ИПВ
Командир ФГВ
- лейтенант Лахтиков Дмитрий Кузьмич